# كورنيليس ماير
كورنيليس ماير (بالإنجليزية: Cornelis Meyer)‏ (و. 1629 – 1701 م) هو فنان، ومهندس، من هولندا، ولد في أمستردام، توفي في روما، عن عمر يناهز 72 عاماً.